# Robert Mangold
Robert Mangold (North Tonawanda, Nueva York, 12 de octubre de 1937) es un pintor minimalista estadounidense.
Mangold es, junto a Robert Ryman, el principal representante de la pintura minimalista, corriente abstracta tendente a la máxima simplificación de formas y colores, reducidas al mínimo para remarcar el componente conceptual de la creación artística, considerado más relevante que el sustrato material de la obra, que se ve depurada al planteamiento inicial del autor, la base sobre la que habría desarrollado la idea que, sin embargo, queda plasmada en su fase inicial. Así, a menudo las obras de Mangold carecen de título, siguiendo el famoso eslogan minimalista de "nada de ilusiones, nada de alusiones". Igualmente, son obras sin marco deliminatorio, de aspecto irregular, con falta de proporciones en sus lados. Generalmente son obras monocromas, en pintura acrílica, de tonos pastel, sin trazos perceptibles en la aplicación de la pintura, ni signos externos de la intervención del artista, al contrario que la action painting norteamericana. 